# Mike D
Pour les articles homonymes, voir Diamond.

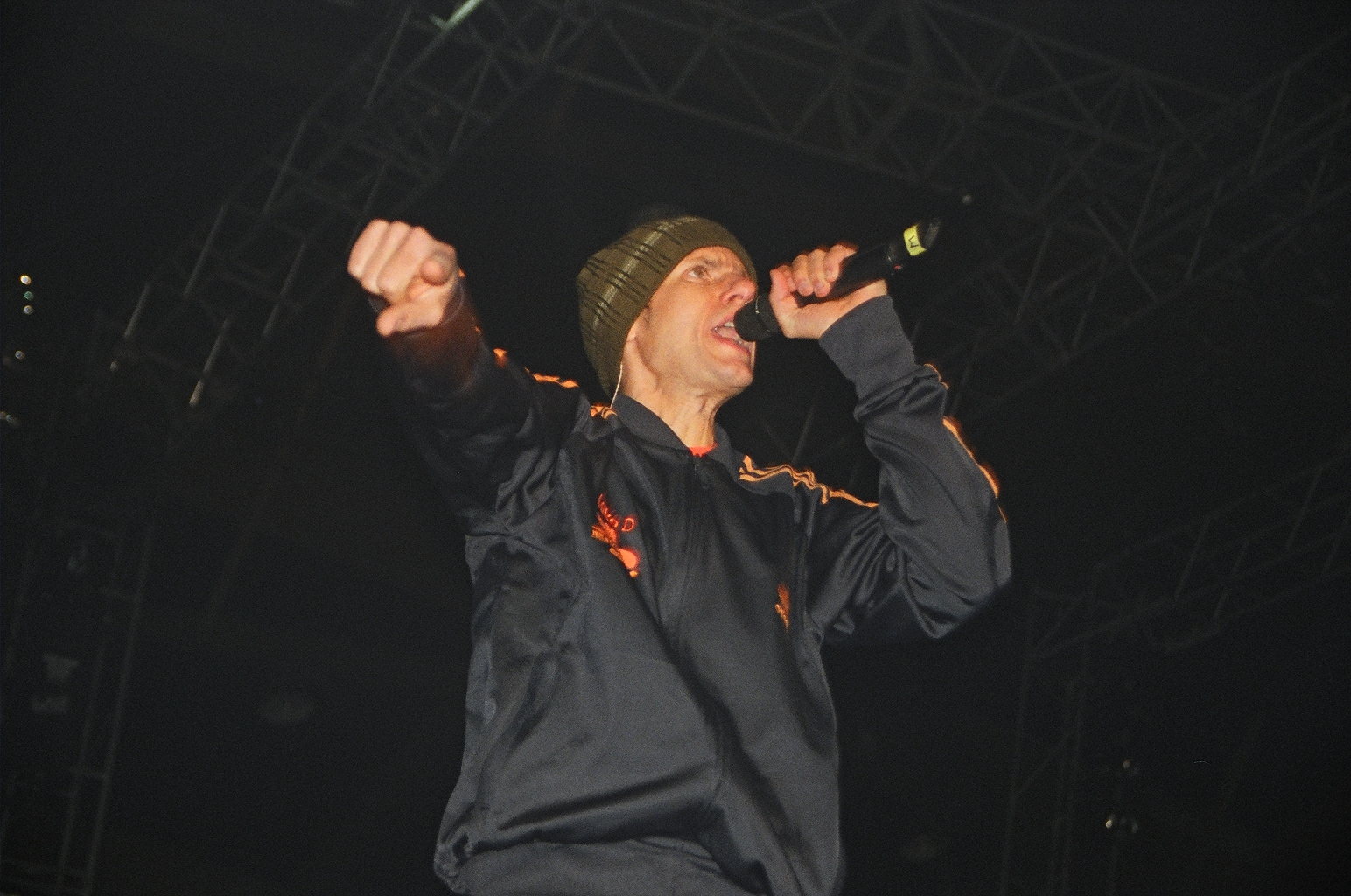
Mike D en concert avec les Beastie Boys aux Trans Musicales 2004 à Rennes

Mike D, né Michael Louis Diamond le 20 novembre 1965 à New York, est un musicien et rappeur américain. Il est batteur et rappeur, membre fondateur des Beastie Boys.

## Biographie
Diamond est né dans la ville de New York dans une famille aisée de confession juive. Il étudie au Vassar College de Poughkeepsie, New York, pendant six mois. En 1979, Diamond co-fonde le groupe The Young Aborigines. En 1981, Adam Yauch, alias MCA, un ami et fan du groupe, devient leur bassiste à la demande de leur ancien guitariste, John Berry, et le groupe change de nom pour celui des Beastie Boys. En 1983, Adam Horovitz (Ad-Rock) se joint à eux et le groupe passe du punk au hip-hop.
En 1992, Mike D fonde le label des Beastie Boys, Grand Royal Records. Il s'intéresse également à la décoration intérieure, et crée une toile inspirée de Brooklyn ; elle est utilisée pour décorer le nightclub Marquee de Chelsea, qui ouvre de nouveau ses portes en janvier 2013,.
Un an après le décès de Yauch en 2012, Mike D explique au magazine Rolling Stone être « motivé à créer de nouvelles choses » et publie Humberto Vs the New Reactionaries (Christine and the Queens Remix) en juillet 2013.

## Vie privée
En 1993, Mike D épouse la réalisatrice et actrice Tamra Davis ; ils sont parents de deux enfants, Davis et Skyler Diamond.